# Field Trial Springer Spaniel
Field Trial Springer Spaniel er en jagthundrace. I daglig tale forkortes racen med 'F.T. Springer Spaniel'. F.T. Springer Spaniel kaldes på engelsk for 'Working Spaniel'.
Stambogsmæssigt findes der kun en race og et racenavn, uanset om der er tale om udstillingstypen eller jagttypen for Spaniels. Alle bliver derfor stambogført under betegnelsen Engelsk Springer Spaniels. Betegnelsen FT Spaniels er blot en populær dansk talemåde.

## Egenskaber
F.T. Springer Spaniel tilhører gruppen af stødende og apporterende jagthunde, der søger under bøssen, det vil sige jagthunden rejser byttet i det samme øjeblik, jagthunden har lokaliseret fasanen, kaninen eller haren etc.
F.T. Springer Spaniel er særlig velegnet til jagt i områder med bevokset terræn, hvor vildtet traditionelt holder godt. Hunden avles i reglen med udpræget trang til at holde sig i nærheden af sin fører. F.T. Springer Spaniel har normalt et blidt og bøjeligt sind, men kræver dog dressur før jagt.
De seneste år har politiet og militæret over alt i verden opdaget F.T. Springer Spaniels fine egenskaber. Hunden bliver således benyttet til eftersøgningsopgaver af mennesker, nakotika og sprængstof.
Desuden er der voksende interesse for at anvende F.T. Springer Spaniel i forbindelse med hundesport, herunder markprøver. Markprøver i Klubben for F.T. Spaniels samt Dansk Jagtspaniel Klub afvikles som jagt, hvor formålet er at finde de hunde, der besidder de bedste jagtlige egenskaber, hvilket vil sige har nerver og dressurbarhed til at fungere under jagtligt pressede situationer.
Generelt egner Field Spaniels sig ikke som byhunde.

## Historisk oprindelse
I år 17 e.Kr. optræder navnet ’Spaniel’ første gang skriftligt i forbindelse med irske love. Senere findes referencer til Spaniel i welsh’s love omkring år 300 e.Kr.
De fleste er enige om, at udtrykket "Spaniel" stammer fra det romerske navn for Spanien (Hispania). Ændringen opstod formentlig i følgende progression – spagnell, spainell, spanyell og Spaniel.
Man kender ikke med sikkerhed den virkelige udspredelse af racen, men meget taler for, at ’Spaniel’ stammer fra Spanien, og blev udbredt til Europa af romerne.
Ved slutningen af det 16. århundrede blev en ’Land Spaniel’ og en ’Vand Spaniel’ beskrevet i flere bøger som »en spaniel hund med lange ører, bryst, hvid mave og fødder og sorte aftegninger'.
I det 17. århundrede blev Spaniel opdelt i to størrelser, henholdsvis ’Springer Spaniel’ og ’Cocker Spaniel’, der var den mindste i størrelsen.
I det 19. århundrede blev der foretaget endnu en opdeling med betegnelserne Cocker Spaniel og Field Spaniel eller Engelsk Springer Spaniel.
I 1812 var en ren stamme af Engelsk Springer Spaniel i gang og den ’Engelske Springer Spaniel’ blev første gang udstillet i udstillingsringen i 1903, ejet af F. Winton Smith. 'Field Spaniel' anvendes ikke i forbindelse med udstilling, fordi formålet er avl med henblik på jagt.
I Danmark anno 1991 var der få F.T Spaniel og i 1994 dannede en gruppe af jægere 'Interessegruppen for F.T. Spaniels', hvilket resulterede i, at Danmarks Jægerforbund blev opmærksomme på F.T. Spaniel som ren jagtafstamning.
I 1996 blev 'Klubben for F.T. Spaniels' stiftet med egen stambogsføring i Dansk Jagthunde Registrering.

## Stambogsføring af FT Springer Spaniel
i 1996 indførte Dansk Kennel Klub (DKK) avlskrav for Spanielklubben, hvor begge forældredyr skulle have mindst en 2. præmie på udstilling for at der kunne stambogføres hvalpe efter dem. Eftersom denne bestemmelse ville resultere i, at avlen på Spaniels af FT-typen ville blive fuldstændig umuligt, da denne race aldrig ville kunne opnå en 2. præmie på en udstilling. Dansk Jagthunde Registrering blev derfor stiftet i år 1996 med den praksis, at to ægte og stambogsførte jagthunde af samme race vil kunne få stamført deres hvalpe. Desuden skulle stiftelsen af Dansk Jagthunde Registrering sikre racens jagtegenskaber, temperament og sundhed, samt at jagtegenskaberne altid skal vægtes højere end eksteriøret. Hundeudstillinger indgår derfor ikke i konceptet.

## Ekstern henvisning
- Den officielle hjemmeside for Klubben for FT Spaniels. Arkiveret 24. september 2015 hos  Wayback Machine
- Den officielle hjemmeside for Dansk Jagtspaniel Klub https://djsk.dk/